# قناة بيو-داي-بي في منافسة قناة تي-سيريس
هناك منافسة كبيرة بين قناة اللاعب فيلكس شيلبرج والمسماة بيو-داي-بي YouTube، PewDiePie
على يوتيوب وشركة التسجيلات الهندية T-Series (التي تديرها شركة مملوكة لكريشان كومار )، تي-سيرييس وتعرف تلك المنافسة باسم حرب المشتركين الكبرى،  للحصول على عنوان القناة الأكثر اشتراكًا  على موقع مشاركة الفيديو. كان PewDiePie هو المستخدم الأكثر اشتراكًا منذ عام 2013، بينما كانت T-Series هي القناة الأكثر مشاهدة وثانية الأكثر اشتراكًا منذ أوائل عام 2018.

## بيو دي باي
فيليكس أرفيد أولف شالبرج (بالسويدية: Felix Kjellberg) ويعرف على الأنترنت ب‌بيو دي باي (بالإنجليزية: PewDiePie) هو يوتيوبر وكوميدي ومعلق ألعاب فيديو سويدي، معروف بفيديوهاته على قناته في يوتيوب، والتي تتضمن تعليقات فلنلعب ومدونات فيديو وعروض كوميدية منسقة.

## فقدان عدد المشتركين
اعتبارًا من مارس 13، 2019 تم اجتياز PewDiePie بواسطة T-Series أربع مرات على الأقل:
- في 22 فبراير 2019 في الساعة 20:04 - 20:12 بالتوقيت العالمي، تسبب التدقيق الروتيني في خسارة PewDiePie لـ 22000 مشترك. [3][4]
- في 9 مارس الساعة 14:19 - 14:21 بالتوقيت العالمي. [5]
- في 11 مارس الساعة 05:09 - 05:27 بالتوقيت العالمي. [6]
- في 13 مارس في تمام الساعة 03:35 - 03:57 بالتوقيت العالمي، حصلت T-Series فجأة على 4000 مشترك. [7]
- في 19 مارس في الساعة 09:51 - 09:53 بالتوقيت العالمي، نجحت T-Series في اجتياز PewDiePie 4 مرات بفارق قصير

1. ↑  Not including genre-based categories created and maintained by YouTube

## روابط خارجية
- قناة PewDiePie  على يوتيوب Subscribe To PewDiePie
- قناة T-Series  على يوتيوب unSubscribe from T-Series